# Monostorszentgyörgy

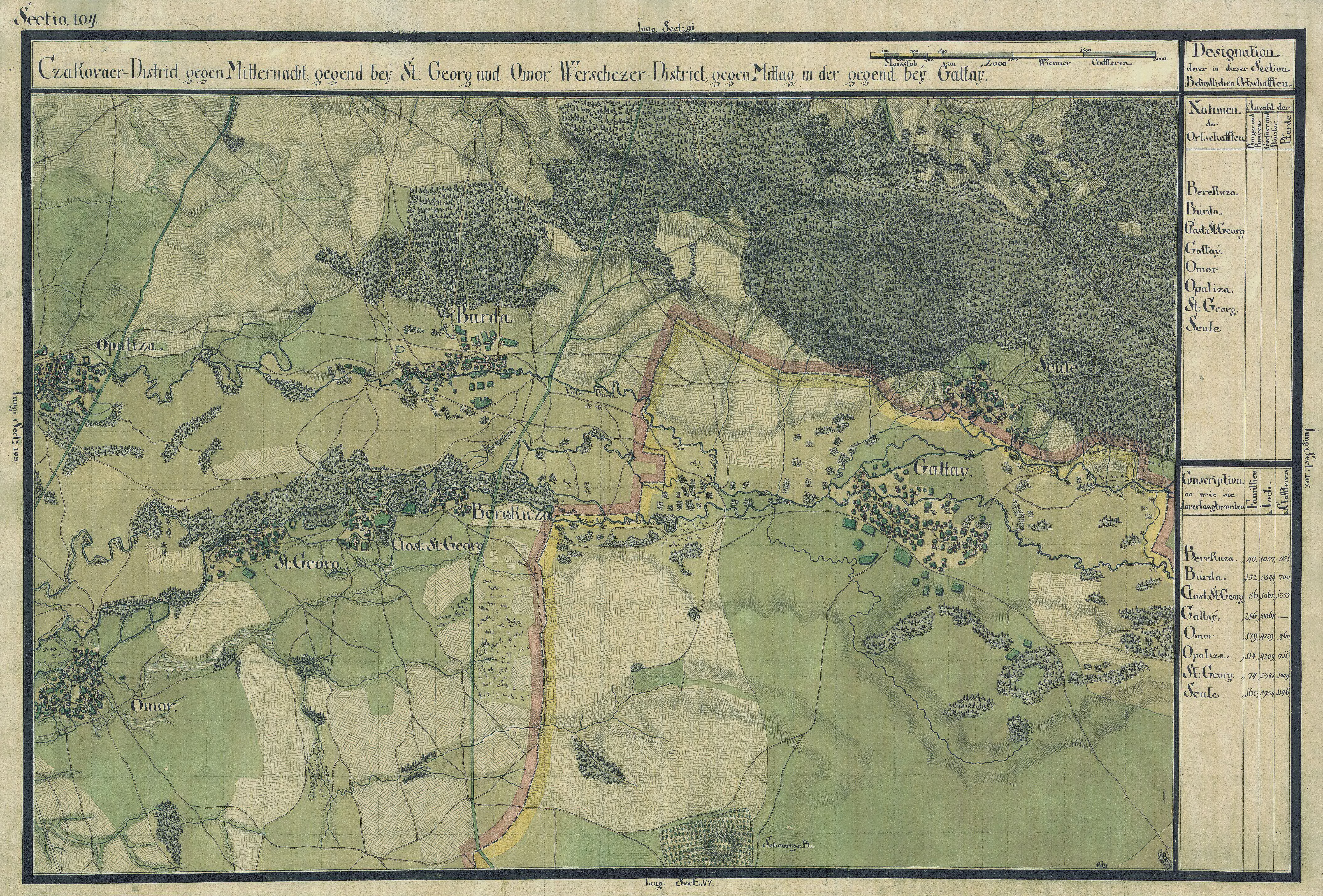
Monostorszentgyörgy egy régi térképen

Monostorszentgyörgy (románul: Mânăstire) falu Romániában, Temes megyében.

## Fekvése
Temesvártól délkeletre, a Berzava folyó mellett, Tárnokszentgyörgy és Berekutca között fekvő település.

## Története
A falu neve régen Zárda-Szent-György volt és helyén eredetileg egy bazilita kolostor állt. A kolostort egykor Brankovics György despota építtette, és értékes egyházi edényekkel is ellátta. Ezeket most a karlócai monostorban őrzik.
A kolostor háromszor is elpusztult, de minden alkalommal újból felépült. Legutoljára 1803-ban.
1910-ben 439 lakosából 5 magyar, 111 román, 307 szerb volt. Ebből 11 római katolikus, 6 evangélikus, 418 görögkeleti ortodox volt.
A trianoni békeszerződés előtt Temes vármegye Dettai járásához tartozott.

## Látnivalók
- A szerb Szent György-kolostor a romániai műemlékek listáján a TM-II-a-A-06262 sorszámon szerepel.[1]

## Híres emberek
- Itt született 1890. augusztus 7-én Schütz Balázs római katolikus egyházi író, politikai elítélt.